# Romanzi di H. G. Wells
Nel corso della sua carriera letteraria, H. G. Wells è stato uno scrittore prolifico, vantando la stesura di 50 romanzi, molti dei quali, sin dalla loro pubblicazione, ritenuti opere fondamentali della fantascienza, rendendolo uno degli iniziatori di tale genere narrativo.

## Romanzi
| Titolo italiano | Titolo inglese                                                                          | Anno Italia | Anno UK/USA             | Primo editore Italia        | Primo editore UK/USA                              | Annotazioni | Note              |
| --- | --------------------------------------------------------------------------------------- | ----------- | ----------------------- | --------------------------- | ------------------------------------------------- | --- | ----------------- |
| La macchina del tempo Noto anche come Un'esplorazione del futuro OCLC 28980246 | The Time Traveller's Story                                                              | 1902        | 17 marzo 24 giugno 1894 | Antonio Vallardi Editore    | National Observer OCLC 785737369                  | 1ª pubblicazione a puntate de La macchina del tempo, nonostante si tratta della prima pubblicazione in assoluto è normalmente accreditata la versione di Heinemann, in questa edizione il finale è incompiuto. | [ N 3 ]           |
| La macchina del tempo Noto anche come Un'esplorazione del futuro OCLC 28980246 | The Time Traveller's Story                                                              | 1902        | gennaio marzo 1895      | Antonio Vallardi Editore    | The New Review OCLC 1759947                       | 2ª pubblicazione a puntate de La macchina del tempo, edita in 5 parti, a seguito del passaggio di Hentley al New Review. Hentley interessato all'opera si rivolge nuovamente a Wells, chiedendogli di revisionare la sua idea sui viaggi nel tempo. | [ N 3 ]           |
| La macchina del tempo Noto anche come Un'esplorazione del futuro OCLC 28980246 | The Time Machine Noto anche come The time machine an invention OCLC 758993228           | 1902        | 7 maggio 1895           | Antonio Vallardi Editore    | Henry Holt and Company OCLC 4701980               | 1ª pubblicazione, nella copertina il nome dello scrittore è errato H. S. Wells | [ N 4 ] [ N 5 ]   |
| La macchina del tempo Noto anche come Un'esplorazione del futuro OCLC 28980246 | The Time Machine Noto anche come The time machine an invention OCLC 758993228           | 1902        | 29 maggio 1895          | Antonio Vallardi Editore    | William Heinemann OCLC 25216895                   | 2ª pubblicazione, nonostante questo è il primo romanzo accreditato allo scrittore | [ N 6 ]           |
| * Nota: Dall'edizione Henry Holt and Company in poi, il capitolo XI, presente in entrambe le edizioni periodiche, viene volontariamente tagliato. Solo nel 1940 il capitolo sarà nuovamente editato sotto diversi titoli, ma non sarà mai integrato nel romanzo. Il racconto è conosciuto con i titoli di : The Gray Man, The Final Man e The Missing Pages. |                                                                                         |             |                         |                             |                                                   | |                   |
| La visita meravigliosa OCLC 879926307 | The Wonderful Visit                                                                     | 1905        | settembre 1895          | Fratelli Treves             | MacMillan and Co. OCLC 1283650                    | Romanzo fantastico con elementi satirici, secondo il biografo Michael Sherbourne, il testo è un presagio dello stile umoristico di Kurt Vonnegut | [ N 7 ]           |
| La visita meravigliosa OCLC 879926307 | The Wonderful Visit                                                                     | 1905        | settembre 1895          | Fratelli Treves             | MacMillan and Co. OCLC 1283650                    | L'opera è dedicata a Walter Low, caro amico di H. G. Wells e collaboratore sul Educational Times, morto di polmonite nel febbraio 1895. | [ N 8 ]           |
| La visita meravigliosa OCLC 879926307 | The Wonderful Visit                                                                     | 1905        | settembre 1895          | Fratelli Treves             | MacMillan and Co. OCLC 1283650                    | L'8 febbraio del 1970 al Teatro Massimo Vittorio Emanuele a Palermo ha luogo la prima de La visita meravigliosa - Opera in due atti e nove scene di Nino Rota OCLC 38750223. | [ N 9 ]           |
| L'isola del dottor Moreau OCLC 793342153 Noto anche come L'isola delle bestie OCLC 30526823 e L'isola del terrore | The Island of Dr. Moreau                                                                | 1900        | 18 gennaio 1895         | Società Editrice Nazionale  | The Saturday Review OCLC 246690409                | 1ª pubblicazione dell'articolo The Limits of Individual Plasticity, nel testo Wells specula sulle teorie di plasticità degli animali, affermando che modificando la forma biologica di un essere vivente, esso continuerà a sopravvivere, cambiando la sua forma intrinseca, il testo sarà integrato nel romanzo un anno dopo.                                                                                    | [ N 10 ]          |
| L'isola del dottor Moreau OCLC 793342153 Noto anche come L'isola delle bestie OCLC 30526823 e L'isola del terrore | The Island of Dr. Moreau                                                                | 1900        | 4 aprile 1896           | Società Editrice Nazionale  | The Saturday Review OCLC 246690409                | Pubblicazione. P. Chalmers Mitchell dopo aver elogiato Wells per il suo successo in campo letterario con opere come La macchina del tempo, solleva una forte critica verso il romanzo, per via dell'orrore, del sangue e della crudeltà descritta nel romanzo, sollevando in particolare una controversia sulla natura scientifica di fondere animali e esseri umani, e sottolineando la fantascienza dell'opera. | [ N 11 ]          |
| L'isola del dottor Moreau OCLC 793342153 Noto anche come L'isola delle bestie OCLC 30526823 e L'isola del terrore | The Island of Dr. Moreau                                                                | 1900        | maggio 1896             | Società Editrice Nazionale  | Heinemann, Stone & KimballOCLC 660493             | Conosciuto anche con il titolo L'isola delle Bestie (1900) ed edito in seguito anche come L'isola del terrore (1925) | [ N 12 ]          |
| L'isola del dottor Moreau OCLC 793342153 Noto anche come L'isola delle bestie OCLC 30526823 e L'isola del terrore | The Island of Dr. Moreau                                                                | 1900        | 7 novembre 1896         | Società Editrice Nazionale  | The Saturday Review OCLC 246690409                | Wells risponde all'articolo di Mitchell, lamentandosi del danno arrecato alla sua reputazione e citando in sua difesa un articolo del British Medical Journal (Ottobre 1896) circa l'innesto di pelle tra un uomo e un coniglio. | [ N 13 ]          |
| The Wheels of Chance | The Wheels of Chance                                                                    |             | 1896                    |                             | J. M. Dent & CoOCLC 699878                        | Conosciuto in Inghilterra con il titolo di The Wheels of Chance – A Holiday Adventure | [ N 14 ]          |
| L'uomo invisibileSBN IT\ICCU\BAS\0268656 | The Invisible Man: A Grotesque Romance                                                  | 1900        | 1896                    | Società Editrice Nazionale  | Pearson's Magazine OCLC 1645313                   | 1ª pubblicazione a puntate de L'uomo invisibile, l'opera sarà edita il 12 luglio al 7 agosto del 1897, due mesi più tardi, il 15 settembre uscirà il romanzo di Arthur Pearson, mentre quindici giorni più tardi il romanzo sarà nuovamente pubblicato dalla casa editrice Edward ArnoldOCLC 82084506. | [ N 15 ]          |
| L'uomo invisibileSBN IT\ICCU\BAS\0268656 | The Invisible Man: A Grotesque Romance                                                  | 1900        | 1896                    | Società Editrice Nazionale  | Arthur Pearson OCLC 31372884                      | Il romanzo viene scritto nel 1881. Dal punto di vista morale, L'uomo invisibile può essere paragonato Anello di Gige di Platone. | [ N 16 ]          |
| La guerra dei mondi OCLC 26900697 Noto anche come Il terrore viene da Marte OCLC 800880318 e I Marziani | The War of the Worlds                                                                   | 1901        | aprile dicembre 1897    | Antonio Vallardi Editore    | Pearson's Magazine OCLC 1645313                   | 1ª pubblicazione in 9 puntate de The War of the Worlds, le illustrazioni sono a cura di Warwick Goble. | [ N 17 ]          |
| La guerra dei mondi OCLC 26900697 Noto anche come Il terrore viene da Marte OCLC 800880318 e I Marziani | The War of the Worlds                                                                   | 1901        | aprile dicembre 1897    | Antonio Vallardi Editore    | The Cosmopolitan ISSN 0740-6444 OCLC 145146603    | 1ª pubblicazione in 9 puntate de The War of the Worlds, le illustrazioni sono a cura di Warwick Goble & Cosmo Lowe. | [ N 18 ]          |
| La guerra dei mondi OCLC 26900697 Noto anche come Il terrore viene da Marte OCLC 800880318 e I Marziani | The War of the Worlds                                                                   | 1901        | 1898                    | Antonio Vallardi Editore    | William Heinemann OCLC 473451980                  | Il romanzo è la rappresentazione di Wells della cultura vittoriana, una riflessione accurata delle sue esperienze al momento della scrittura. Richiamando nel suo scritto il terrore della fine del mondo, nella mezzanotte del 1899. | [ N 19 ] [ N 20 ] |
| Il risveglio del dormiente Noto anche come Quando il dormiente si sveglierà OCLC 900936156 | The Sleeper Awakes Noto anche come When the Sleeper Wakes                               | 1907        | 1899                    | Antonio Vallardi Editore    | Harper & Brothers OCLC 855297362                  | Pubblicata a puntate dal 9 gennaio a maggio 1899 viene rieditato nel 1910 sotto il titolo di When the Sleeper Wakes, edito da Thomas Nelson & Sons OCLC 676836 | [ N 21 ]          |
| Love and Mr. Lewisham Noto anche come L'amore = Love and Mr. Lewisham: storia di una coppia assai giovane OCLC 28980219 | "font-size:65%>Noto anche come Love and Mr. Lewisham - The Story of a Very Young Couple | 1904        | 1899                    | Antonio Vallardi Editore    | Harper & BrothersOCLC 4186517                     | Charles Masterman e Richard Arman Gregory hanno espresso pareri positivi sul romanzo, paragonandolo a Jude l'Oscuro di Thomas Hardy | [ N 22 ] [ N 23 ] |
| I primi uomini sulla Luna Noto anche come I primi uomini nella Luna OCLC 635656098 | The First Men in the Moon                                                               | 1911        | novembre 1900           | Antonio Vallardi Editore    | The Cosmopolitan ISSN 0740-6444 OCLC 145146603    | Pubblicato in 8 parti fino a luglio 1901, le illustrazioni sono a cura di E. Hering, molte delle quali sono a piena pagina e accreditati da didascalie. | [ N 24 ]          |
| I primi uomini sulla Luna Noto anche come I primi uomini nella Luna OCLC 635656098 | The First Men in the Moon                                                               | 1911        | novembre 1900           | Antonio Vallardi Editore    | The Strand Magazine ISSN 2044-6187 OCLC 630487483 | Pubblicato in 10 parti, con piccoli disegni di Claude Shepperson e R.I., accreditati nell'indice della rivista. | [ N 25 ]          |
| I primi uomini sulla Luna Noto anche come I primi uomini nella Luna OCLC 635656098 | The First Men in the Moon                                                               | 1911        | 5 ottobre 1901          | Antonio Vallardi Editore    | Bowen-MerrillOCLC 910367635                       | La casa editrice Bowen-Merrill Company annovera tra le sue pubblicazioni solo due volumi sebbene attiva dal 1883 fino al 1901 (preceduta da Samuel Merrill e succeduta da Bobbs-Merrill Company) | [ N 26 ]          |
| I primi uomini sulla Luna Noto anche come I primi uomini nella Luna OCLC 635656098 | The First Men in the Moon                                                               | 1911        | novembre 1901           | Antonio Vallardi Editore    | George NewnesOCLC 655463                          | Si tratta del primo romanzo accreditato, per questo motivo la data di pubblicazione universalmente accettata è il 1901, le illustrazioni sono a cura di Claude Shepperson. | [ N 27 ]          |
| La signora del mare OCLC 28951747 Noto anche come La Sirena OCLC 28933341 | The Sea Lady Noto anche come The Sea Lady: a Tissue of Moon shine OCLC 639905           | 1908        | luglio dicembre 1901    | Fratelli Treves             | Person's MagazineOCLC 1645313                     | 1ª pubblicazione in 6 puntate di The Sea Lady, le illustrazioni sono a cura di Lewis Baumer. | [ N 28 ]          |
| La signora del mare OCLC 28951747 Noto anche come La Sirena OCLC 28933341 | The Sea Lady Noto anche come The Sea Lady: a Tissue of Moon shine OCLC 639905           | 1908        | luglio 1902             | Fratelli Treves             | Methuen PublishingOCLC 3132541                    | L'ispirazione della protagonista del romanzo è stata May Nisbet, figlia di John Ferguson Nisbet, critico teatrale del Times, Wells intravide la ragazza in costume da bagno durante la sua permanenza a Sandgate, poco dopo la morte del padre di May (1 aprile 1899), quando Wells accetta di pagare la retta scolastica della ragazza.                                                                          | [ N 29 ]          |
| Il cibo degli dei Noto anche come L'alimento divino OCLC 875922625 e L'alimento degli dei | The Food of the Gods Noto anche come The Food of the Gods and How It Came to Earth      | 1922        | 1904                    | Casa Editrice Cesare Cioffi | MacMillan and Co. OCLC 660430                     | L'opera si divide in tre libri, raccolti all'interno del romanzo: - The Discovery of the Food - The Food in the Village - The Harvest of the Food. | [ N 30 ]          |
| Kipps Noto anche come Kipps: Storia di un'anima semplice OCLC 878386603 | Kipps Noto anche come Kipps: The Story of a Simple Soul                                 | 1926        | gennaio dicembre 1905   | Fratelli Treves             | Pall Mall Magazine OCLC 877316832                 | 1ª pubblicazione in 12 puntate di Kipps, il romanzo sarà edito come libro prima della fine dalle pubblicazioni mensili. | [ N 31 ]          |
| Kipps Noto anche come Kipps: Storia di un'anima semplice OCLC 878386603 | Kipps Noto anche come Kipps: The Story of a Simple Soul                                 | 1926        | ottobre 1905            | Fratelli Treves             | MacMillan and Co. OCLC 613737932                  | La stesura del romanzo, inizia il 5 ottobre 1899, appena terminato il romanzo Love and Mr. Lewisham, nella prefazione del romanzo, Kipps è identificato a detta dello stesso autore, come parte di un'opera molto più ampia, The Wealth of Mr.Waddy (postumo, 1969). Entro la fine dell'anno, il romanzo viene stampato in 12 000 copie                                                                           | [ N 32 ]          |
| Kipps Noto anche come Kipps: Storia di un'anima semplice OCLC 878386603 | Kipps Noto anche come Kipps: The Story of a Simple Soul                                 | 1926        | 7 ottobre 1905          | Fratelli Treves             | Charles Scribner's Sons OCLC 27313944             | Dal 1924 al 1927 una serie di pubblicazioni denominata Atlantic Edition edita dalla casa editrice T. Fisher Unwin ripropone in collezione diverse opere di Wells riassunte in 28 volumi. In particolare il romanzo Kipps viene corretto in diversi vocaboli, per via del l'accento e del modo di scrivere classico del KentOCLC 458934296.                                                                        | [ N 33 ]          |
| Kipps Noto anche come Kipps: Storia di un'anima semplice OCLC 878386603 | Kipps Noto anche come Kipps: The Story of a Simple Soul                                 | 1926        | 7 ottobre 1905          | Fratelli Treves             | Charles Scribner's Sons OCLC 27313944             | Atlantic Edition è riproposta in contemporanea negli Stati Uniti, edita dalla Charles Scribner's SonsOCLC 22263196 | [ N 33 ]          |
| Una utopia moderna | A Modern Utopia                                                                         | 1990        | 1905                    | Mursia                      | Chapman & Hall                                    | |                   |
| Nei giorni della cometa | In the Days of the Comet                                                                |             | 1906                    |                             |                                                   | |                   |
| La guerra nell'aria | The War in the Air                                                                      |             | 1908                    |                             |                                                   | |                   |
| Ann Veronica |                                                                                         |             | 1909                    |                             |                                                   | |                   |
| Tono-Bungay |                                                                                         |             | 1909                    |                             |                                                   | |                   |
| The History of Mr. Polly |                                                                                         |             | 1910                    |                             |                                                   | |                   |
| The New Machiavelli |                                                                                         |             | 1911                    |                             |                                                   | |                   |
| Marriage |                                                                                         |             | 1912                    |                             |                                                   | |                   |
| Gli amici appassionati | The Passionate Friends                                                                  |             | 1913                    |                             |                                                   | |                   |
| La liberazione del mondo | The World Set Free                                                                      |             | 1914                    |                             |                                                   | |                   |
| The Wife of Isaac Harman |                                                                                         |             | 1914                    |                             |                                                   | |                   |
| La ricerca magnifica | The Research Magnificent                                                                |             | 1915                    |                             |                                                   | |                   |
| Bealby: a Holiday |                                                                                         |             | 1915                    |                             |                                                   | |                   |
| Boon |                                                                                         |             | 1915                    |                             |                                                   | |                   |
| Mister Britling Sees It Trough |                                                                                         |             | 1916                    |                             |                                                   | |                   |
| The Soul of a Bishop |                                                                                         |             | 1917                    |                             |                                                   | |                   |
| Joan and Peter: the Story of Education |                                                                                         |             | 1918                    |                             |                                                   | |                   |
| The Undying Fire |                                                                                         |             | 1919                    |                             |                                                   | |                   |
| The Secret Places of the Heart |                                                                                         |             | 1922                    |                             |                                                   | |                   |
| Uomini come dei | Men Like Gods                                                                           |             | 1923                    |                             |                                                   | |                   |
| The Dream |                                                                                         |             | 1924                    |                             |                                                   | |                   |
| Cristina Alberta's Father |                                                                                         |             | 1925                    |                             |                                                   | |                   |
| Il Mondo di Guglielmo Clissold | The World of William Clissold                                                           |             | 1926                    |                             |                                                   | |                   |
| Meanwhile |                                                                                         |             | 1927                    |                             |                                                   | |                   |
| Mr Blettsworthy on Rampole Island |                                                                                         |             | 1928                    |                             |                                                   | |                   |
| The Autocracy of Mr. Parham |                                                                                         |             | 1930                    |                             |                                                   | |                   |
| The Bulpington of Blup |                                                                                         |             | 1932                    |                             |                                                   | |                   |
| The Shape of Things to Come |                                                                                         |             | 1933                    |                             |                                                   | |                   |
| The Croquet Player: a Story |                                                                                         |             | 1936                    |                             |                                                   | |                   |
| Brynhild |                                                                                         |             | 1937                    |                             |                                                   | |                   |
| Gli astrigeni | Star Begotten                                                                           |             | 1937                    |                             |                                                   | |                   |
| The Camford Visitation |                                                                                         |             | 1938                    |                             |                                                   | |                   |
| Apropos of Dolores |                                                                                         |             | 1939                    |                             |                                                   | |                   |
| The Brothers |                                                                                         |             | 1938                    |                             |                                                   | |                   |
| The Holy Terror (romanzo) |                                                                                         |             | 1939                    |                             |                                                   | |                   |
| Babes in the Darkling Wood |                                                                                         |             | 1940                    |                             |                                                   | |                   |
| All Aboard of Ararat |                                                                                         |             | 1940                    |                             |                                                   | |                   |
| You Can't Be Too Careful |                                                                                         |             | 1941                    |                             |                                                   | |                   |

### Annotazioni
1. ↑  H. G. Wells padre della fantascienza.[1][2][3][4][5][6][7][8]
2. ↑  Bibliografia sui romanzi di H. G. Wells[9]
3. ↑  Prima edizione de La macchina del tempo su National Observer[10][11]
Edizione di The Time Machine sul periodico The New Review[12]
4. ↑  La macchina del tempo di Henry Holt, romanzo accreditato come H. S. Wells[13][14]
5. ↑  L'opera di Wells è anche edita in Italia con il titolo di Un'esplorazione nel futuro, solo l'edizione del 1902 porterà questo titolo,[15][16][17] dal 1924 sarà edita come La macchina del tempo[18]
6. ↑  Edizione de La macchina del tempo dalla casa editrice William Heineman[5][6][7][19]
Edizione originale di The Time Machine: an Invention by William Heinemann [20]
7. ↑  Elogi allo scrittore da parte di John Ruskin[22], Joseph Conrad[23] e il biografo Michael Sherbourne[24].
8. ↑  Dedica a Walter Low[25][26]
9. ↑  Rota e La visita Meravigliosa[27][28][29]
10. ↑  The Limits of Individual Plasticity[30][31]
11. ↑  Pubblicazioni sul The Saturday Review[32]
12. ↑  Tematiche ne L'isola del dott. Moreau[33][34]
L'opera di Wells è anche edita in Italia con il titolo di L'isola delle bestie, solo l'edizione del 1900 porterà questo titolo.[35]

L'opera di Wells è anche edita in Italia con il titolo di L'isola del terrore, solo l'edizione del 1925 porterà questo titolo.[36]
Tutte le opere successive riporteranno il titolo di L'isola del dott. Moreau[37]
13. ↑  [32]
14. ↑  The Wheels of Chance nell'epoca vittoriana[38][39]
15. ↑  Edizione a puntate di L'uomo invisibile sul periodico Pearson's Magazine[40]
16. ↑  H. G. Wells e Platone[41][42]
17. ↑  Prima edizione di The War of the Worlds sul periodico Pearson's Magazine[40][43][44][45][46]
18. ↑  The War of the Worlds sul periodico The Cosmopolitan
1ª puntata - luglio, pag. 615-627[47][48]
19. ↑  Wells e la cultura vittoriana[49][50][51][52]
20. ↑  Edito in Italia con il titolo di La guerra dei mondi.[43]
L'opera è riproposta con il titolo Il terrore viene da Marte, nel 1953[53]
anno di uscita nelle sale cinematografiche di La guerra dei mondi di Byron Haskin[54]
L'opera è riproposta con il titolo I Marziani, nel 1977[55] e nel 1992[56]
21. ↑  Tematiche di Il risveglio del dormiente[57][58][59]
22. ↑  Edizione italiana di Love and Mr. Lewisham.[60]
23. ↑  Love and Mr.Lewisham paragone[61]
24. ↑  Edizione de The First Men on the Moon[62][63][64][65]
Edizione originale The Cosmopolitan[48][66]
25. ↑  Edizione de The First Men on the Moon sul periodico The Strand Magazine[62]
26. ↑  The First Men on the Moon edizione Bowen-Merrill[67][68][69]
27. ↑  The First Men in the Moon edizione George Newnes[70][71]
Edizioni de I primi uomini sulla Luna
Il romanzo è edito per la prima volta in Italia con il titolo I primi uomini nella Luna dalla prima edizione Vallardi Editore del 1910 fino al 1957, quando il titolo diventa per tutte le edizioni a seguire I primi uomini sulla Luna[72]
28. ↑  Pubblicazioni sul Person's Magazine di The Sea Lady
1ª puntata - luglio, pag. 81-95 [73]
2ª puntata - agosto, pag. 177-185 [74]
3ª puntata - settembre, pag. 354-363 [75]
4ª puntata - ottobre, pag. 433-441 [76]
5ª puntata - novembre, pag. 579-587 [77]
6ª puntata - dicembre, pag. 733- --- [78]
29. ↑  Ispirazione per The Lady of Sea[79][80]
30. ↑  Edizioni de Il cibo degli dei:
L'alimento divino è stato il primo titolo con cui il romanzo è pubblicato in Italia, utilizzato solo dalla Casa Editrice Cesare Cioffi [81]
L'alimento degli dei è il titolo utilizzato dalla casa editrice Chiantore per il n.7 della collana Ai quattro venti.[82]
31. ↑  Edizione di Kipps sul periodico Pall Mall Magazine[83]
32. ↑  Informazioni sul romanzo Kipps, edizione MacMillan and Co.[83]
Edizioni in Italia del romanzo Kipps [84]
L'edizione edita dalla casa editrice Fratelli Treves sarà proposta in due volumi rispettivamente da 284 pagine[85] e da 266 pagine[86]
33. ↑  Atlantic Edition, correzioni del testo [83]

### Romanzi
- (EN)   The Time Machine, in Progetto Gutenberg. (testo originale)
- La terribile distopia di H. G. Wells un'analisi critica di The Time Machine